# Ernest Rutherford/Schriften

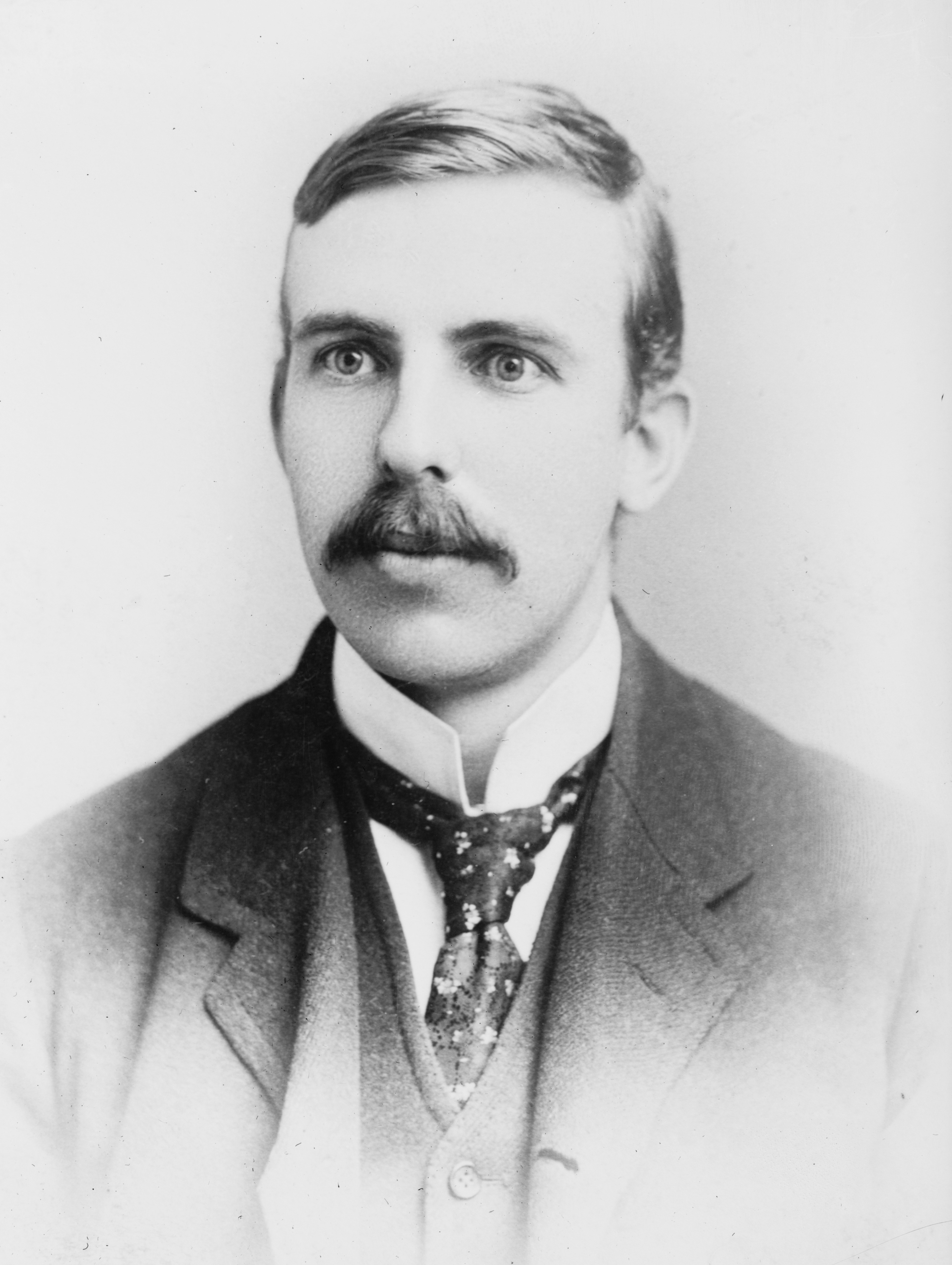
Ernest Rutherford (1908)

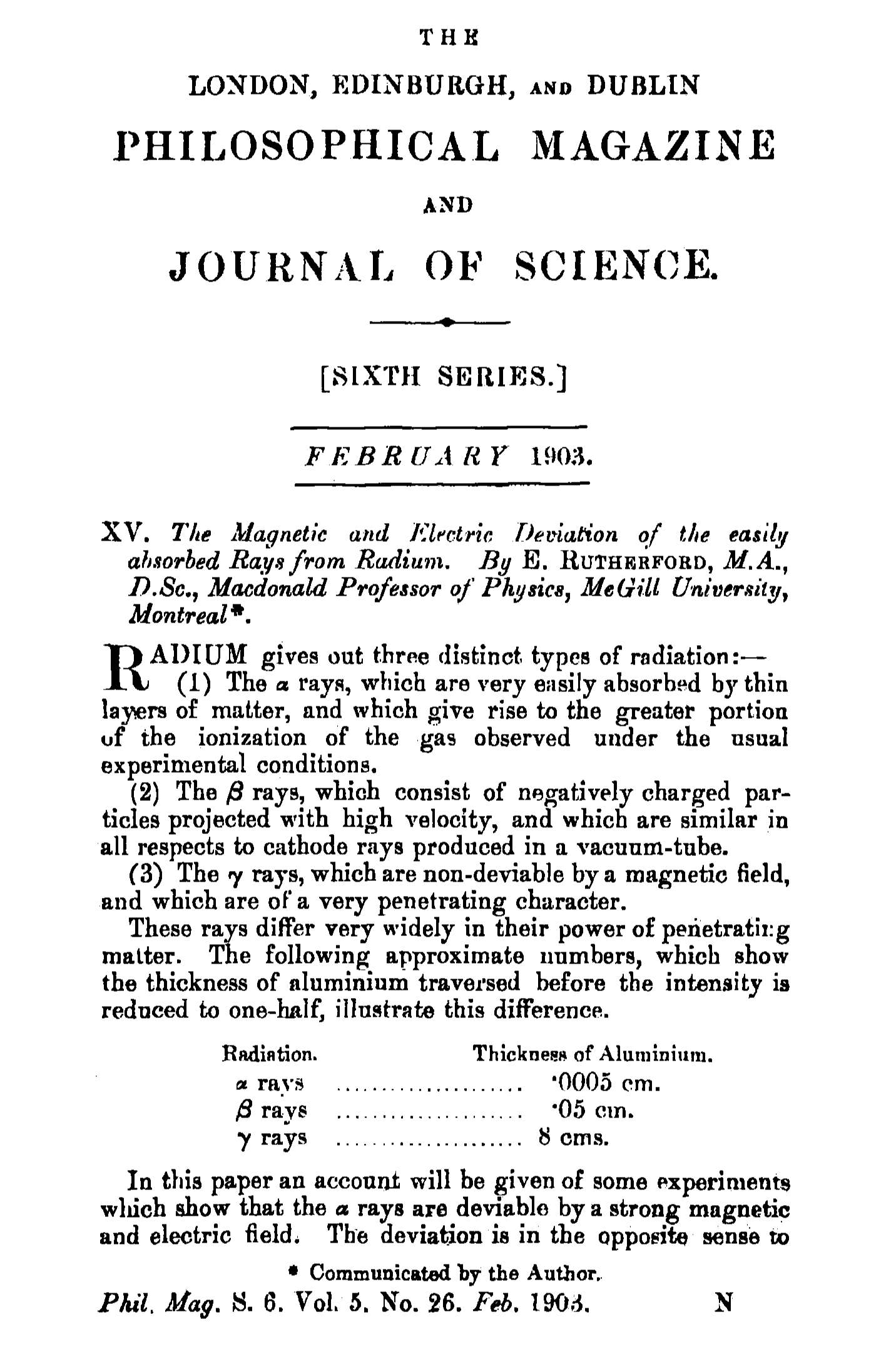
Die erste Verwendung der Bezeichnung γ-Strahlung, nach dem Rutherford die Bezeichnungen α- und β-Strahlung bereits 1899 eingeführt hatte.

Das Verzeichnis der Schriften von Ernest Rutherford gibt einen Überblick über die von Ernest Rutherford verfassten wissenschaftlichen und sonstigen Schriften. Das erste von ihm verfasste Buch Radio-Activity erschien 1904, das letzte wurde 1937 unter dem Titel The Newer Alchemy veröffentlicht. Rutherford publizierte seine Arbeiten unter anderem im Philosophical Magazine, in den Philosophical Transactions of the Royal Society of London, in der Physikalische Zeitschrift, in Nature und dem Journal of the Chemical Society.
Zu seinen Mitautoren gehörten unter anderem die späteren Nobelpreisträger Frederick Soddy, Otto Hahn und James Chadwick, aber auch Hans Geiger, Bertram Boltwood, Charles Drummond Ellis (1895–1980) und zahlreiche weitere.

## Bücher
Englische Originalausgaben
- Radio-Activity. 1. Auflage, At the University Press, Cambridge 1904 (online); 2. Auflage, 1905 (online).
- Radioactive Transformations. Archibald Constable & Co., London 1906 (online).
- Radioactive Substances and Their Radiations. At the University Press, Cambridge 1913 (online).
- Radiations From Radioactive Substances. University Press, Cambridge 1930 (mit James Chadwick und Charles Drummond Ellis).
- Artificial Transmutation of the Elements. Being the Thirty-fifth Robert Boyle Lecture. (= Robert Boyle Lecture, Band 35), H. Milford, Oxford University Press 1933
- The Newer Alchemy. University Press, Cambridge 1937.

Deutsche Übersetzungen
- Die Radioaktivität. Unter Mitwirkung des Verfassers ergänzte autorisierte Ausgabe von Emil Aschkinass, Julius Springer, Berlin 1907 (online).
- Radioaktive Umwandlungen. Übersetzt von Max Levin, Friedrich Vieweg und Sohn, Braunschweig 1907 (online).
- Radioaktive Substanzen und ihre Strahlungen. Übersetzt von Erich Marx, Akademische Verlagsgesellschaft, Leipzig 1913.
- Über die Kernstruktur der Atome. Baker-Vorlesung. Autorisierte Übersetzung von Else Norst, Hirzel, Leipzig 1921.

## Zeitschriftenbeiträge

### 1893 bis 1894: Neuseeland
- Magnetization of Iron by High Frequency Discharges. In: Transactions and Proceedings of the Royal Society of New Zealand. Band 27, 1894, S. 481–513 (online).

- Magnetic Viscosity In: Transactions and Proceedings of the Royal Society of New Zealand. Band 28, 1895, S. 182–204 (online).

### 1895 bis 1898: Cambridge
1895
- A Magnetic Detector of Electric Waves and Some of its Applications. In: Philosophical Transactions of the Royal Society of London. Series A. Band 189, 1896, S. 1–24 (doi:10.1098/rsta.1897.0001).
- A Magnetic Detector of Electrical Waves and Some of its Applications. (Abstract). In: Proceedings of the Royal Society of London. Band  60, Nummer 361, 1896, S. 184–186 (doi:10.1098/rspl.1896.0034 ).
- A Magnetic Detector of Electrical Waves. In: Report of Sixty-Sixth the British Association for the Advancement of Science held at Liverpool in September 1896. London 1896, S. 724 (online).
- On the Passage of Electricity through Gases Exposed to Röntgen Rays. In: Philosophical Magazine. 5. Folge, Band 42, Nummer 258, 1896, S. 392–407 (mit J. J. Thomson; doi:10.1080/14786449608620932).

1896
- On the Electrification of Gases exposed to Röntgen Rays, and the Absorption of Röntgen Radiation by Gases and Vapours. In: Philosophical Magazine. 5. Folge, Band 43, Nummer 263, 1897, S. 241–255 (doi:10.1080/14786449708620988).
- The Velocity and Rate of Recombination of the Ions of Gases exposed to Röntgen Radiation. In: Philosophical Magazine. 5. Folge, Band 44, Nummer 270, 1897, S. 422–440 (doi:10.1080/14786449708621085).

1897
- The Discharge of Electrification by Ultra-violet Light. In: Proceedings of the Cambridge Philosophical Society. Band 9, 1898, S. 401–416 (online).

1898
- Uranium Radiation and the Electrical Conduction Produced by It. In: Philosophical Magazine. 5. Folge, Band 47, Nummer 284, 1899, S. 109–163 (doi:10.1080/14786449908621245).

### 1898 bis 1907: McGill-Universität
1898
- Thorium and Uranium Radiation. In: Transactions of the Royal Society of Canada. 2. Folge, Band 5, 1899, Sektion III, S. 9–12 (mit R. B. Owens; online).

1900
- A Radio-active Substance emitted from Thorium Compounds. In: Philosophical Magazine. 5. Folge, Band 49, Nummer 296, 1900, S. 1–14 (doi:10.1080/14786440009463821).
- Radioactivity Produced in Substances by the Action of Thorium Compounds. In: Philosophical Magazine. 5. Folge, Band 49, Nummer 297, 1900, S. 161–192 (doi:10.1080/14786440009463832).
- Über eine von Thoriumverbindungen emittierte radioaktive Substanz. In: Physikalische Zeitschrift. Band 1, Nummer 32, 1900, S. 347–348.
- Energy of Röntgen and Becquerel Rays and the Energy Required to Produce an Ion in Gases. (Abstract). In: Proceedings of the Royal Society of London. Band 67, 1900, S. 245–250 (mit R. K. McClung; doi:10.1098/rspl.1900.0028).
- Über die Energie der Becquerel- und Röntgenstrahlen und über die zur Erzeugung von Ionen in Gasen nötige Energie.  In: Physikalische Zeitschrift. Band 2, Nummer 4, 1900, S. 53–55 (mit R. K. McClung).

1901
- Energy of Röntgen and Becquerel Rays, and the Energy required to produce an Ion in Gases. In: Philosophical Transactions of the Royal Society of London. Series A. Band 196, 1901, S. 25–59 (mit R. K. McClung; doi:10.1098/rsta.1901.0002).
- Einfluss der Temperatur auf die Emanationen radioaktiver Substanzen. In: Physikalische Zeitschrift. Band 2, 1901, S. 429–431.
- The New Gas from Radium. In: Transactions of the Royal Society of Canada. 2. Folge, Band 7, 1901, Sektion III, S. 21–25 (mit H. T. Brooks; online).
- Discharge of Electricity from Glowing Platinum. In: Transactions of the Royal Society of Canada. 2. Folge, Band 7, 1901, Sektion III, S. 27–33 (online).
- Emanations from Radio-active Substances. In: Nature. Band 64, Nummer 1650, 1901, S. 157–158 (doi:10.1038/064157a0).
- Dependence of the Current through Conducting Gases on the Direction of the Electric Field. In: Philosophical Magazine. 6. Folge, Band 2, Nummer 8, S. 210–228 (doi:10.1080/14786440109462680).
- Discharge of Electricity from Glowing Platinum and the Velocity of the Ions. In: Physical Review. Band 13, Nummer 6, 1901, S. 321–344 (doi:10.1103/PhysRevSeriesI.13.321).
- Transmission of Excited Radioactivity. In: Bulletin of the American Physical Society. Band 2, 1901, S. 37–43.

1902
- Übertragung erregter Radioaktivität. In: Physikalische Zeitschrift. Band 3, 1902, S. 210–214.
- Erregte Radioaktivität und in der Atmosphäre hervorgerufene Ionisation. In: Physikalische Zeitschrift. Band 3, 1902, S. 225–230 (mit S. J. Allen).
- Versuche über erregte Radioaktivität. In: Physikalische Zeitschrift. Band 3, 1902, S. 254–257.
- New Gas from Radium. In: The Chemical News and Journal of Physical Science. Band 85, 1902, S. 196–197 (mit H. T. Brooks).
- The Radioactivity of Thorium Compounds. I. An investigation of the radioactive emanation. In: Journal of the Chemical Society. Band 81, 1902, S. 321–350 (mit F. Soddy; doi:10.1039/CT9028100321)
- The Existence of Bodies Smaller than Atoms. In: Transactions of the Royal Society of Canada. 2. Folge, Band 8, 1902, Sektion III, S. 79–86 (online).
- Magnetische Ablenkbarkeit der Strahlen radioaktiver Substanzen. In: Physikalische Zeitschrift. Band 3, Nummer 17, 1902, S. 385–390 (mit S. G. Grier).
- Penetrating Rays from Radio-active Substances. In: Nature. Band 66, Nummer 1709, 1902, S. 318–319  (doi:10.1038/066318a0).
- Comparison of the Radiations from Radioactive Substances. In: Philosophical Magazine. 6. Folge, Band 4, Nummer 19, 1902, S. 1–23 (mit H. T. Brooks; doi:10.1080/14786440209462814).
- The Radioactivity of Thorium Compounds. II. The cause and nature of radioactivity. In: Journal of the Chemical Society. Band 81, 1902, S. 837–860  (mit F. Soddy; doi:10.1039/CT9028100837)
- Sehr durchdringende Strahlen von radioaktiven Substanzen. In: Physikalische Zeitschrift. Band 3, Nummer 22, 1902, S, 517–520.
- Deviable Rays of Radioactive Substances. In: Philosophical Magazine. 6. Folge, Band 4, Nummer 21, 1902, S. 315–330 (mit A. Grier; doi:10.1080/14786440209462849).
- The Cause and Nature of Radioactivity. - Part I. In: Philosophical Magazine. 6. Folge, Band 4, Nummer 21, 1902, S. 370–396 (mit F. Soddy; doi:10.1080/14786440209462856).
- The Cause and Nature of Radioactivity. - Part II. In: Philosophical Magazine. 6. Folge, Band 4, Nummer 21, 1902, S. 569–585 (mit F. Soddy; doi:10.1080/14786440209462881).
- Excited Radioactivity and Ionization of the Atmosphere. In: Philosophical Magazine. 6. Folge, Band 4, Nummer 23, 1902, S. 704–723 (mit S. J. Allen; doi:10.1080/14786440209462893)
- Note on the condensation points of thorium and radium emanations. In: Proceedings of the Chemical Society. Band 18, Nummer 256, 1902, S. 219–220 (mit F. Soddy; doi:10.1039/PL9021800207).

1903
- Excited Radioactivity and the Method of its Transmission. In: Philosophical Magazine. 6. Folge, Band 5, Nummer 25, 1903, S. 95–117 (doi:10.1080/14786440309462900).
- Die magnetische und elektrische Ablenkung der leicht absorbierbaren Radiumstrahlen. In: Physikalische Zeitschrift. Band 4, Nummer 8, 1903, S. 235–240.
- The Magnetic and Electric Deviation of the Easily Absorbed Rays from Radium. In: Philosophical Magazine. 6. Folge, Band 5, Nummer 25, 1903, S. 177–187 (doi:10.1080/14786440309462912).
- A Penetrating Radiation from the Earth's Surface. In: Physical Review. Band 16, Nummer 3, 1903, S. 183 (mit H. L. Cooke; doi:10.1103/PhysRevSeriesI.16.173).
- Radio-activity of Ordinary Materials. In: Nature. Band 67, Nummer 1744, 1903, S. 511–512 (doi:10.1038/067511e0).
- The Radioactivity of Uranium. In: Philosophical Magazine. 6. Folge, Band 5, Nummer 28, 1903, S. 441–445 (mit F. Soddy; doi:10.1080/14786440309462942).
- A Comparative Study of the Radioactivity of Radium and Thorium. In: Philosophical Magazine. 6. Folge, Band 5, Nummer 28, 1903, S. 445–457 (mit F. Soddy; doi:10.1080/14786440309462943).
- Some Remarks on Radioactivity. In: Philosophical Magazine. 6. Folge, Band 5, Nummer 28, 1903, S. 481–485 (doi:10.1080/14786440309462946).
- Condensation of the Radioactive Emanations. In: Philosophical Magazine. 6. Folge, Band 5, Nummer 29, 1903, S. 561–576 (mit F. Soddy; doi:10.1080/14786440309462959).
- Radioactive Change. In: Philosophical Magazine. 6. Folge, Band 5, Nummer 29, 1903, S. 576–591 (mit F. Soddy; doi:10.1080/14786440309462960).
- The Amount of Emanation and Helium from Radium. In: Nature. Band 68, Nummer 1764, 1903, S. 366–367 (doi:10.1038/068366d0).
- Heating Effect of the Radium Emanation. In: Nature. Band 68, Nummer 1774, 1903, S. 622 (mit H. T. Barnes; doi:10.1038/068622a0).
- Heating Effect of the Radium Emanation. In: Nature. Band 69, Nummer 1780, 1903, S. 126 (mit H. T. Barnes; doi:10.1038/069126d0).
- Radioactive Processes. In: Proceedings of the Physical Society of London. Band 18, 1903, S. 595–597 (doi:10.1088/1478-7814/18/1/360).

1904
- Does the Radio-activity of Radium depend upon its Concentration? In: Nature. Band 69, Nummer 1784, 1904, S. 222 (doi:10.1038/069222c0).
- Heating Effect of the Radium Emanation. In: Transactions of the Australasian Association for the Advancement of Science. 1904, S. 87–91.
- Heating Effect of the Radium Emanation. In: Philosophical Magazine. 6. Folge, Band 7, Nummer 38, 1904, S. 202–219 (mit H. T. Barnes; doi:10.1080/14786440409463101).
- Nature of the γ Rays from Radium In: Nature. Band 69, Nummer 1793, 1904, S. 436–437 (doi:10.1038/069436e0).
- Bakerian Lecture: The Succession of Changes in Radio-Active Bodies. (Abstract). In: Proceedings of the Royal Society of London. Band 73, Nummer 495, S- 493–496 (doi:10.1098/rspl.1904.0067).
- The Radiation and Emanation of Radium. Part I. In: Technics. 1904, S. 11–16.
- The Radiation and Emanation of Radium. Part II. In: Technics. 1904, S. 171–175.
- Slow Transformation Products of Radium. In: Philosophical Magazine. 6. Folge, Band 8, Nummer 47, 1904, S. 636–650 (doi:10.1080/14786440409463234).
- Bakerian Lecture: The Succession of Changes in Radioactive Bodies. In: Philosophical Transactions of the Royal Society of London. Series A. Band 204, 1904, S. 169–219 (JSTOR:90915).
- The Heating Effect of the γ Rays from Radium. In: Nature. Band 71, Nummer 1833, 1904, S. 151–152 (mit H. T. Barnes; doi:10.1038/071151a0).
- Der Unterschied zwischen radioaktiver und chemischer Verwandlung. In: Jahrbuch der Radioaktivität und Elektronik. 1904, S. 1–25.

1905
- Les Problemes Actuels de la Radioactivite. In: Archives des Sciences physiques et naturelles. Band 19, 1905, S. 31–59 (online)
- Slow Transformation Products of Radium. In: Nature. Band 71, Nummer 1841, 1905, S. 341–342 (doi:10.1038/071341d0).
- Charge carried by the α Rays from Radium. In: Nature. Band 71, Nummer 1844, 1905, S. 413–414 (doi:10.1038/071413c0).
- Positive Charge of α Rays. In: Electrical Review, Band 46, New York 1905.
- Heating Effect of the γ Rays from Radium. In: Philosophical Magazine. 6. Folge, Band 9, Nummer 53, 1905, S. 621–628 (mit H. T. Barnes; doi:10.1080/14786440509463313).
- [Note on] The Radioactivity of Weak Radium Solutions. In: Philosophical Magazine. 6. Folge, Band 9, Nummer 53, 1905 S. 711–712 (doi:10.1080/14786440509463320).
- Anmerkung [zu A. S. Eve: Die Eigenschaften geringer Radiummengen]. In: Physikalische Zeitschrift. Band 6, Nummer 9, 1905, S. 269.
- Present Problems in Radioactivity. In: The Popular Science Monthly. Mai 1905, S. 5–34 (online).
- Proportion of Radium and Uranium in Minerals. In: The Chemical News and Journal of Physical Science. Band 92, 1905, S. 38–39 (mit B. B. Boltwood; online).
- Radium - the Cause of the Earth's Heat. In: Harper's Magazine. 1905, S. 390–396.
- The Relative Proportion of Radium and Uranium in Radio-active Minerals. In: American Journal of Science. Band 20, 1905, S. 55–56 (mit B. B. Boltwood; doi: 10.2475/ajs.s4-20.115.55).
- Some Properties of the α Rays from Radium. In: Transactions of the Royal Society of Canada. 2. Folge, Band 11, 1905, Sektion III, S. 3–6 (online).
- Some Properties of the α Rays from Radium. In: Philosophical Magazine. 6. Folge, Band 10, Nummer 55, 1905, S. 163–176 (doi:10.1080/14786440509463356).
- Charge Carried by the α and β Rays of Radium. In: Philosophical Magazine. 6. Folge, Band 10, Nummer 56, 1905, S. 193–208 (doi:10.1080/14786440509463363).
- Slow Transformation Products of Radium. In: Philosophical Magazine. 6. Folge, Band 10, Nummer 57, 1905, S. 290–306 (doi:10.1080/14786440509463376).
- Produits de transformation lente du radium. In: Le Radium. Band 2, Nummer 11, 1905, S. 355–361 (doi:10.1051/radium:01905002011035501).

1906
- Some Properties of the α Rays from Radium. In: Philosophical Magazine. 6. Folge, Band 11, Nummer 61, 1906, S. 166–176 (doi:10.1080/14786440609463434).
- Magnetic and Electric Deflection of the α Rays from Radium. In: Physical Review. Band 22, Nummer 2, 1906, S. 122–123 (doi:10.1103/PhysRevSeriesI.22.122).
- Über einige Eigenschaften der α-Strahlen des Radiums. In: Physikalische Zeitschrift. Band 7, Nummer 5, 1906, S. 137–143.
- Some Properties of the α Rays from Radium. II. In: Physical Review. Band 22, Nummer 2, 1906, S. 123–125 (doi:10.1103/PhysRevSeriesI.22.123).
- The Retardation of the Velocity of the α Particles in Passing Through Matter. In: Philosophical Magazine. 6. Folge, Band 11, Nummer 64, 1906, S. 553–554 (doi:10.1080/14786440609463470).
- The Relative Proportion of Radium and Uranium in Radio-active Minerals. In: American Journal of Science. 4. Folge, Band 22, 1906, S. 1–3 (mit B. B. Boltwood; doi:10.2475/ajs.s4-22.127.1)
- Proportion relative de radium et d’uranium contenus dans les minéraux radioactifs. In: Le Radium. Band 3, Nummer 7, 1906, S. 197–198 (mit B. B. Boltwood; doi:10.1051/radium:0190600307019701).
- Retardation of the α Particle from Radium in passing through Matter. In: Philosophical Magazine. 6. Folge, Band 12, Nummer 68, 1906, S. 134–146 (doi:10.1080/14786440609463525).
- Distribution of the Intensity of the Radiation from Radioactive Sources. In: Philosophical Magazine. 6. Folge, Band 12, Nummer 68, 1906, S. 152–158 (doi:10.1080/14786440609463528).
- Proportion relative de radium et d’uranium contenus dans les minéraux radioactifs. In: Le Radium. Band 3, Nummer 7, 1906, S. 197–198  (mit B. B. Boltwood; doi:10.1051/radium:0190600307019701).
- Distribution de l’intensité du rayonnement des sources radioactives. In: Le Radium. Band 3, Nummer 9, 1906, S. 257–260 (doi:10.1051/radium:0190600309025700).
- Absorption of the Radio-active Emanations by Charcoal. In: Nature. Band 74. Nummer 1930, 1906, S. 634 (doi:10.1038/074634a0).
- The Recent Radium Controversy. In: Nature. Band 74, Nummer 1930, 1906, S. 634–635 (doi:10.1038/074634b0).
- The Mass and Velocity of the α Particles Expelled from Radium and Actinium. In: Philosophical Magazine. 6. Folge, Band 12, Nummer 70, 1906, S. 348–371 (doi:10.1080/14786440609463549).
- Mass of the α Particles from Thorium. In: Philosophical Magazine. 6. Folge, Band 13, Nummer 73, 1906, S. 371–378 (mit O. Hahn; doi:10.1080/14786440609463550).
- Masse et vitesse des particules α émises par le radium et l’actinium Radium. In: Le Radium. Band 3, Nummer 11, 1906, S. 321–326 (mit O. Hahn; doi:10.1051/radium:01906003011032100)

1907
- Production of Radium from Actinium. In: Nature. Band 75, Nummer Production of Radium from Actinium, 1907, S. 270–271 (doi:10.1038/075270a0).
- The Velocity and Energy of the α Particles from Radioactive Substances. In: Philosophical Magazine. 6. Folge, Band 12, Nummer 70, 1907, S. 110–117 (doi:10.1080/14786440709463587).
- Some Cosmical Aspects of Radioactivity. In: Journal of the Royal Astronomical Society of Canada. Band 1, 1907, S. 145–165 (online).
- Vitesse et énergie des particules α des substances radioactives. In: Le Radium. Band 4, Nummer 2, 1907, S. 84–87 (doi:10.1051/radium:019070040208401).

### 1907 bis 1919: Manchester
1907
- The Origin of Radium. In: Nature. Band 76, Nummer 1962, 1907, S. 126 (doi:10.1038/076126a0).
- The Production and Origin of Radium (Abstract). In: Report of Seventy-Seventh the British Association for the Advancement of Science, Leicester 31 July - 7 August, 1907. London 1908, S. 456 (online).
- The Effect of High Temperature on the Activity of the Products of Radium (Abstract). In: Report of Seventy-Seventh the British Association for the Advancement of Science, Leicester 31 July - 7 August, 1907. London 1908, S. 456–457 (mit J. E. Petavel; online).
- Origin of Radium. In: Nature. Band 76, Nummer 1983, 1907, S. 661  (doi:10.1038/076661b0).
- The Production and Origin of Radium. In: Proceedings of the Manchester Literary and Philosophical Society. Band 53, 29. Oktober 1907, S. V–VII (online).
- The Production and Origin of Radium. In: Philosophical Magazine. 6. Folge, Band 14, Nummer 84, 1907, S. 733–749 (doi:10.1080/14786440709463736).

1908
- A Method of Counting the Number of α Particles from Radioactive Matter. In: Memoirs of the Manchester Literary and Philosophical Society. Band 52, Nummer 9, 1908, S. 1–3 (mit H. Geiger; online).
- Recent Advances in Radio-Activity. In: Nature. Band 77, Nummer 2001, 1908, S. 422–426 (doi:10.1038/077422a0).
- Spectrum of the Radium Emanation. In: Nature. Band 78, Nummer 2019, 1908, S. 220–221 (mit T. Royds; doi:10.1038/078220c0).
- Spectre de l’émanation du radium. In: Le Radium. Band 5, Nummer 7, 1908, S. 200–201 (mit T. Royds; doi:10.1051/radium:0190800507020001).
- Experiments with the Radium Emanation. (1) The Volume of the Emanation. In: Philosophical Magazine. 6. Folge, Band 16, Nummer 92, 1908, S. 300–312 (doi:10.1080/14786440808636510).
- Spectrum of the Radium Emanation. In: Philosophical Magazine. 6. Folge, Band 16, Nummer 92, 1908, S. 313–317 (mit T. Royds; doi:10.1080/14786440808636511).
- An Electrical Method of Counting the Number of α Particles from Radioactive Substances. In: Proceedings of the Royal Society of London. Series A. Band 81, 1908, S. 141–161 (mit H. Geiger; doi:10.1098/rspa.1908.0065).
- The Charge and Nature of the α Particle. In: Proceedings of the Royal Society of London. Series A. Band 81, 1908, S. 162–173 (mit H. Geiger; doi:10.1098/rspa.1908.0066).
- Une méthode électrique de numération des particules α émises par les substances radioactives. In: Le Radium. Band 5, Nummer 9, 1908, S. 257–264 (mit H. Geiger; doi:10.1051/radium:0190800509025700).
- La charge et la nature des particules α. In: Le Radium. Band 5, Nummer 9, 1908, S. 265–271 (mit H. Geiger; doi:10.1051/radium:0190800509026500).
- The Nature and Charge of the α Particles from Radioactive Substances. In: Nature. Band 79, Nummer 2036, 1908, S. 12–15 (doi:10.1038/079012a0).
- The Action of the Radium Emanation upon Water. In: Philosophical Magazine. 6. Folge, Band 16, Nummer 95, 1908, S. 812–818 (mit T. Royds; doi:10.1080/14786441108636558).
- The Nature of the α Particle. In: Memoirs of the Manchester Literary and Philosophical Society. Band 53, Nummer 1, 1908, S. 1–3 (mit T. Royds; online).
- Some Properties of the Radium Emanation. In: Memoirs of the Manchester Literary and Philosophical Society. Band 53, Nummer 2, 1908, S. 1–2  (online).
- Nobel Lecture: The Chemical Nature of the Alpha Particles from Radioactive Substances. 11. Dezember 1908 (online).
- The Discharge of Electricity from Glowing Bodies. In: The Electrician. 11. Dezember 1908, S. 343–344.
- Der Ursprung des Radiums. In: Jahrbuch der Radioaktivität und Elektronik. Band 5, Nummer 2, 1908, S. 153–166.

1909
- Nature of the α particle. In: The Chemical News and Journal of Physical Science.  Band 99, 1909, S. 49 (mit T. Royds; online).
- Eine elektrische Methode, die von radioaktiven Substanzen ausgesandten α-Teilchen zu zählen. In: Physikalische Zeitschrift. Band 10, Nummer 1, 1909, S. 1–6 (mit H. Geiger).
- Die Ladung und Natur des α-Teilchens. In: Physikalische Zeitschrift. Band 10, Nummer 2, 1909, S. 42–46 (mit H. Geiger).
- The Boiling Point of the Radium Emanation. In: Nature. Band 79, Nummer 2051, 1909, S. 457–458 (doi:10.1038/079457c0).
- The Nature of the α Particle from Radioactive Substances. In: Philosophical Magazine. 6. Folge, Band 17, Nummer 98, 1909, S. 281–286 (mit T. Royds; doi:10.1080/14786440208636599).
- Nature des particules α des substances radioactives. In: Le Radium. Band 6, Nummer 2, 1909, S. 47–50 (mit T. Royds; doi:10.1051/radium:019090060204701).
- Recent Advances in Radio-Activity.  In: The Chemical News and Journal of Physical Science.  Band 99, 1909, S. 171–174, S. 181–183 (online).
- Differences in the Decay of the Radium Emanation. In: Memoirs of the Manchester Literary and Philosophical Society. Band 53, Nummer 12, 1909, S. 1–2  (mit Y. Tuomikoski; online).
- Condensation of the Radium Emanation. In: Philosophical Magazine. 6. Folge, Band 17, Nummer 101, 1909, S. 723–729 (doi:10.1080/14786440508636648).
- Atomic Theory and the Determination of Atomic Magnitudes. In: Report of Seventy-Ninth the British Association for the Advancement of Science, Winnipeg: 1909 August 25-September 1. London 1910, S. 373–385 (online).
- The Action of the α Rays on Glass. In: Memoirs of the Manchester Literary and Philosophical Society. Band 54, Nummer 5, 1909, S. 1 (online).
- Production of Helium by Radium. In: Memoirs of the Manchester Literary and Philosophical Society. Band 54, Nummer 6, 1909, S. 1–2 (mit B. B. Boltwood; online).

1910
- Actions of the α Rays on Glass. In: Philosophical Magazine. 6. Folge, Band 19, Nummer 109, 1910, S. 192–194 (doi:10.1080/14786440108636788).
- Properties of Polonium. In: Nature. Band 82, Nummer 2104, 1910, S. 491–492 (doi:10.1038/082491a0 ).
- Theory of the Luminosity produced in certain Substances by α Rays. In: Proceedings of the Royal Society of London. Series A. Band 83, 1910, S. 561–572 (doi:10.1098/rspa.1910.0047).
- Radium Standards and Nomenclature. In: Nature. Band 84, Nummer 2136, 1910, S. 430–431 (doi:10.1038/084430a0).
- The Number of α Particles emitted by Uranium and Thorium. In: Philosophical Magazine. 6. Folge, Band 20, Nummer 118, 1910, S. 691–698 (mit H. Geiger; doi:10.1080/14786441008636954).
- The Probability Variations in the Distribution of α Particles. In: Philosophical Magazine. 6. Folge, Band 20, Nummer 118, 1910, S. 698–707 (mit H. Geiger und H. Bateman; doi:10.1080/14786441008636955).

1911
- The Scattering of the α and β Rays and the Structure of the Atom. In: Proceedings of the Manchester Literary and Philosophical Society. Band 55, 1911, S. XVIII–XX (online).
- Untersuchungen über die Radiumemantion. II. Die Umwandlungsgeschwindigkeit. In: Sitzungsberichte der Kaiserlichen Akademie der Wissenschaften. Mathematisch-Naturwissenschaftliche Klasse. Abt. 2a. Band 120, Nummer 3, 1911, S. 303–312.
- Die Erzeugung von Helium durch Radium. In: Sitzungsberichte der Kaiserlichen Akademie der Wissenschaften. Mathematisch-Naturwissenschaftliche Klasse. Abt. 2a. Band 120, Nummer 3, 1911, S. 313–336  (mit B. B. Boltwood)
- Radioactivity of Thorium. In: Journal of the Röntgen Society. Band 7, 1911, S. 23–30.
- The Scattering of α and β Particles by Matter and the Structure of the Atom. In: Philosophical Magazine. 6. Folge, Band 21, Nummer 125, 1911, S. 669–688 (doi:10.1080/14786440508637080).
- Production of Helium by Radium. In: Philosophical Magazine. 6. Folge, Band 22, Nummer 130, 1911, S. 586–604 (mit B. B. Boltwood; doi:10.1080/14786441008637154).
- Transformation and Nomenclature of the Radioactive Emanations. In: Philosophical Magazine. 6. Folge, Band 22, Nummer 130, 1911, S. 621–629 (mit H. Geiger; doi:10.1080/14786441008637157).
- The Transformation of Radium. In: Journal of the Society of Chemical Industry. Band 30, Nummer 11, 1911, S. 659–662 (doi:10.1002/jctb.5000301101).
- Sur la production de l’hélium par le radium. In: Le Radium. Band 8, Nummer 10, 1911, S. 381–388 (mit B. B. Boltwood; doi:10.1051/radium:01911008010038101).

1912
- A Balance Method for Comparison of Quantities of Radium and Some of its Applications. In: Proceedings of the Physical Society of London. Band 24, 1912, S. 141–151 (mit J. Chadwick; doi:10.1088/1478-7814/24/1/320).
- Sur une méthode de compensation pour la comparaison de quantités de radium et sur quelques applications de cette méthode. In: Le Radium. Band 9, Nummer 5, 1912, S. 195–200 (mit J. Chadwick; doi:10.1051/radium:0191200905019501).
- The Origin of β and γ Rays from Radioactive Substances. In: Philosophical Magazine. 6. Folge, Band 24, Nummer 142, 1912, S. 453–462 (doi:10.1080/14786441008637351).
- Photographic Registration of α Particles. In: Philosophical Magazine. 6. Folge, Band 24, Nummer 142, 1912, S. 618–623 (mit H. Geiger; doi:10.1080/14786441008637365).
- Sur l’origine des rayons β et γ des substances radioactives. In: Le Radium. Band 9, Nummer 10, 1912, S. 337–341 (doi:10.1051/radium:01912009010033700).
- Sur l’origine des rayons β et γ des substances radioactives. Note additionnelle au précédent mémoire. In: Le Radium. Band 9, Nummer 11, 1912, S. 399 (doi:10.1051/radium:01912009011039901).
- Wärmeentwicklung durch Radium und Radiumemanation. In: Sitzungsberichte der Kaiserlichen Akademie der Wissenschaften. Mathematisch-Naturwissenschaftliche Klasse. Abt. 2a. Band 121, Nummer 8, 1912, S. 1491–1516 (mit H. Robinson).
- On the Energy of the Group of β Rays from Radium. In: Philosophical Magazine. 6. Folge, Band 24, Nummer 144, 1912, S. 893–894 (doi:10.1080/14786441208634886).

1913
- A New International Physical Institute. In: Nature. Band 90, Nummer 2255, 1913, S. 545–546 (doi:10.1038/090545a0).
- Heating Effect of Radium and its Emanation. In: Philosophical Magazine. 6. Folge, Band 25, Nummer 146, 1913, S. 312–330 (mit H. Robinson; doi:10.1080/14786440208634026).
- The Age of Pleochroic Haloes. In: Philosophical Magazine. 6. Folge, Band 25, Nummer 148, 1913, S. 644–657 (mit J. Joly; doi:10.1080/14786440408634199).
- The Analysis of the γ Rays from Radium B and Radium C. In: Philosophical Magazine. 6. Folge, Band 25, Nummer 149, 1913, S. 722–734 (mit H. Richardson; doi:10.1080/14786440508637389).
- The Analysis of the γ Rays from Radium D and Radium E. In: Philosophical Magazine. 6. Folge, Band 26, Nummer 152, 1913, S. 324–332 (mit H. Richardson; doi:10.1080/14786441308634974).
- The Reflection of γ Rays from Crystals. In: Nature. Band 92, Nummer 2296, 1913, S. 267 (mit E. Andrade; doi:10.1038/092267a0).
- Scattering of α Particles by Gases. In: Philosophical Magazine. 6. Folge, Band 26, Nummer 154, 1913, S. 702–712 (mit M. J. Nuttall; doi:10.1080/14786441308635014).
- The Analysis of the β Rays from Radium B and Radium C. In: Philosophical Magazine. 6. Folge, Band 26, Nummer 154, 1913, S. 717–729 (mit H. Robinson; doi:10.1080/14786441308635016).
- Über die Masse und die Geschwindigkeiten der von den radioaktiven Substanzen ausgesendeten α-Teilchen. In: Sitzungsberichte der Kaiserlichen Akademie der Wissenschaften. Mathematisch-Naturwissenschaftliche Klasse. Abt. 2a. Band 122, Nummer 9, 1913, S. 1855–1884 (mit H. Robinson).
- The British Radium Standard. In: Nature. Band 92, Nummer 2301, 1913, S. 402–403  (doi:10.1038/092402c0).
- The Structure of the Atom. In: Nature. Band 92, 1913, S. 423 (doi:10.1038/092423a0).
- Analysis of the γ Rays of the Thorium and Actinium Products. In: Philosophical Magazine. 6. Folge, Band 26, Nummer 156, 1913, S. 937–948 (mit H. Richardson; doi:10.1080/14786441308635041).

1914
- The Structure of the Atom. In: Philosophical Magazine. 6. Folge, Band 27, Nummer 159, 1914, S. 488–498 (doi:10.1080/14786440308635117).
- The Wave-length of the Soft γ Rays from Radium B. In: Philosophical Magazine. 6. Folge, Band 27, Nummer 161, 1914, S. 854–868 (mit E. Andrade; doi:10.1080/14786440508635156).
- The Spectrum of the Penetrating γ Rays from Radium B and Radium C. In: Philosophical Magazine. 6. Folge, Band 28, Nummer 164, 1914, S. 262–273 (mit E. Andrade; doi:10.1080/14786440808635207).
- The Structure of the Atom. In: Scientia. Band 16, 1914, S. 337–351 (online).
- Spectrum of the β Rays excited by γ Rays. In: Philosophical Magazine. 6. Folge, Band 28, Nummer 164, 1914, S. 281–286 (mit H. Robinson und W. F. Rawlinson; doi:10.1080/14786440808635210).
- The Structure of Atoms and Molecules (Abstract). In: Report of the Eighty-Forth Meeting of the British Association for the Advancement of Science, Australia: 1914 July 28 - August 31. London 1915, S. 293–294 und S. 301 (online).
- The Connexion between the β and γ Ray Spectra. In: Philosophical Magazine. 6. Folge, Band 28, Nummer 165, 1914, S. 305–319 (doi:10.1080/14786440908635214).
- Radium Constants on the International Standard. In: Philosophical Magazine. 6. Folge, Band 28, Nummer 165, 1914, S. 320–327 (doi:10.1080/14786440908635215).
- The Mass and Velocities of the α Particles from Radioactive Substances. In: Philosophical Magazine. 6. Folge, Band 28, Nummer 166, 1914, S. 552–572 (mit H. Robinson; doi:10.1080/14786441008635235).

1915
- Origin of the Spectra given by β and γ Rays of Radium. In: Proceedings of the Manchester Literary and Philosophical Society. Band 53, 1915, S. XVII–XIX (online).
- Radiations from Exploding Atoms. In: Nature. Band 95, Nummer 2383, 1915, S. 494–498  (doi:10.1038/095494b0).
- Maximum Frequency of the X Rays from a Coolidge Tube for Different Voltages. In: Philosophical Magazine. 6. Folge, Band 30, Nummer 177, 1915, S. 339–360 (mit J. Barnes und H. Richardson; doi:10.1080/14786441008635235).
- Efficiency of Production of X Rays from a Coolidge Tube. In: Philosophical Magazine. 6. Folge, Band 30, Nummer 177, 1915, S. 361–367 (mit J. Barnes; doi:10.1080/14786440908635406).

1916
- Long-range α Particles from Thorium. In: Philosophical Magazine. 6. Folge, Band 31, Nummer 184, 1916, S. 379–386 (mit A. B. Wood; doi:10.1080/14786440908635406).
- X-ray Spectra of the Elements. In: Engineering. Band 102, 1916, S. 320.

1917
- Penetrating Power of the X Radiation from a Coolidge Tube. In: Philosophical Magazine. 6. Folge, Band 34, Nummer 201, 1917, S. 379–386 (doi:10.1080/14786440908635691).

1918
- X-rays. In: Journal of the Röntgen Society. Band 14, 1918, S. 75–86.

1919
- Collision of α Particles with Light Atoms I. Hydrogen. In: Philosophical Magazine. 6. Folge, Band 37, Nummer 222, 1919, S. 537–561 (doi:10.1080/14786440608635916).
- Collision of α Particles with Light Atoms II. Velocity of the Hydrogen Atoms. In: Philosophical Magazine. 6. Folge, Band 37, Nummer 222, 1919, S. 562–571 (doi:10.1080/14786440608635917).
- Collision of α Particles with Light Atoms III. Nitrogen and Oxygen Atoms. In: Philosophical Magazine. 6. Folge, Band 37, Nummer 222, 1919, S. 571–580 (doi:10.1080/14786440608635918).
- Collision of α Particles with Light Atoms IV. An Anomalous Effect in Nitrogen. In: Philosophical Magazine. 6. Folge, Band 37, Nummer 222, 1919, S. 581–587 (doi:10.1080/14786440608635918).
- Radium and the Electron. In: Nature. Bamd 104, Nummer 2610, 1919, S. 226–230 (doi:10.1038/104226a0).

### 1919 bis 1937: Cambridge
1919
- Radio-activity and Gravitation. In: Nature. Band 104, Nummer 2617, 1919, S. 412 (mit A. H. Compton; doi:10.1038/104412c0).

1920
- Bakerian Lecture. Nuclear Constitution of Atoms. In: Proceedings of the Royal Society of London. Series A. Band 97, 1920, S. 374–400 (doi:10.1098/rspa.1920.0040).
- Building-up of Atoms. In: Engineering. Band 110, 1920, S. 382.

1921
- On the Collision of α Particles with Hydrogen Atoms. In: Philosophical Magazine. 6. Folge, Band 41, Nummer 242, 1921, S. 307–308 (doi:10.1080/14786442108636223).
- The Disintegration of Elements by α-Particles. In: Nature. Band 107, Nummer 2680, 1921, S. 41 (mit J. Chadwick; doi:10.1038/107041b0).
- Electricity and Matter. In: Engineering. Band 111, 1921, S. 296–297, S. 345–347, S. 379–381.
- The Mass of the Long-range Particles from Thorium C. In: Philosophical Magazine. 6. Folge, Band 41, Nummer 244, 1921, S. 570–574 (doi:10.1080/14786442108636248).
- The Artificial Disintegration of Light Elements. In: Philosophical Magazine. 6. Folge, Band 42, Nummer 251, 1921, S. 809–825 (mit J. Chadwick; doi:10.1080/14786442108633822).
- Radium and the Electron. In: Annual Report Of The Board of Regents Of The Smithsonian Institution. Showing the Operations, Expenditures, and Condition of the Institution for the Year endig June 30 1919. United States Government Printing Office, Washington 1921, S. 193–203 (online).

1922
- Artificial Disintegration of the Elements. Journal of the Chemical Society, Transactions. Band 121, 1922, S. 400–415 (doi:10.1039/CT9222100400).
- Radioactivity. In: Engineering. Band 113, 1922, S. 299–300, S. 331–332, S. 365–366, S. 386–387, S. 414–415, S. 464–466.
- Disintegration of Elements. In: Nature. Band 109, Nummer 2735, 1922, S. 418 (doi:10.1038/109418a0).
- Radioactivity. In: The Electrician. Band 88, 1922, S. 411–413, S. 501–504.
- Artificial disintegration of the elements. In: Nature. Band 109, Nummer 2740, 1922, S. 584–586 (doi:10.1038/109584a0).
- Artificial disintegration of the elements. In: Nature. Band 109, Nummer 2741, S. 614–617 (doi:10.1038/109614a0).
- Identification of a Missing Element. In: Nature. Band 109, Nummer 2746, 1922, S. 781 (doi:10.1038/109781a0).
- Electricity and Matter. In: Nature. Band 110, Nummer 2753, 1922, S. 182–185 (doi:10.1038/110182a0).
- Electricity and Matter. In: The Electrical Review. Band 90, 1922, 893–896 (online).
- The Disintegration of Elements by α Particles. In: Philosophical Magazine. 6. Folge, Band 44, Nummer 261, 1922, S. 417–432 (mit J. Chadwick; doi:10.1080/14786440908565187).

1923
- Atomic Projectiles and their Properties. In: Engineering. Band 115, 1923, S. 242–243, S. 264–266, S. 306–308, S. 338–340, S. 358–359, S. 798–800.
- Atomic Projectiles and their Properties. In: The Electrician. Band 90, 1923, S. 366–367, 91:60–61, 120–121, 144–145.
- Atomic Projectiles and their Properties. In: The Electrician. Band 91, 1923, S. 60–61, S. 120–121, S. 144–145.
- Life History of an α-Particle. In: Engineering. Band 115, 1923, S. 769–770.
- Capture and Loss of Electrons by α Particles. In: Proceedings of the Cambridge Philosophical Society. Band 21, 1923, S. 504–510.
- Life History of an α-Particle. In: Nature. Band 112, Nummer 2808, 1923, S. 305–312 (doi:10.1038/112305a0).
- Life History of an α-Particle. In: The Electrician. Band 91, 1923, S. 194–195.
- The Electrical Structure of Matter. In: British Association for the Advancement of Science, Report of Ninety-First Meeting: Liverpool - 1923 September 12-19. London 1924, S. 1–24 (online).
- The Electrical Structure of Matter. In: Nature. Band 112, Nummer 2811, 1923, S. 409–419 (doi:10.1038/112409a0).

1924
- The Capture and Loss of Electrons by α Particles. In: Philosophical Magazine. 6. Folge, Band 47, Nummer 278, 1924, S. 277–303 (doi:10.1080/14786442408634367).
- The Bombardment of Elements by α-Particles. In: Nature. Band 113, Nummer 2839, 1924, S. 457 (doi:10.1038/113457a0).
- Properties of Gases in high and low Vacua. In: Engineering. Band 117, 1924, S. 330, S. 365–366, S. 387, S. 429.
- The Nucleus of the Atom. In: Engineering. Band 117, 1924, S. 458–459.
- Further Experiments on the Artificial Disintegration of Elements. In: Proceedings of the Physical Society of London. Band 36, Nummer 1, 1924, S. 417–422 (mit J. Chadwick; doi:10.1088/1478-7814/36/1/347).
- On the Origin and Nature of Long-range Particles observed with Sources of Radium C. In: Philosophical Magazine. 6. Folge, Band 48, Nummer 285, 1924, S. 509–526 (mit J. Chadwick; doi:10.1080/14786442408634513).
- Early Days in Radio-Activity. In: Journal of the Franklin Institute. Band 198, Nummer 3, 1924, S. 281–290 (doi:10.1016/S0016-0032(24)90346-2).
- Natural and Artificial Disintegration of the Elements. In: Journal of the Franklin Institute. Band 198, Nummer 6, 1924, S. 725–744 (doi:10.1016/S0016-0032(24)90451-0).

1925
- The Stability of Atoms. In: Discovery. The Popular Journal of Knowledge. Band 6, 1925, S. 402–403.
- The Stability of Atoms. In: Journal Of The Royal Society Of Arts. Band 73, Nummer 3773, 1925, S. 389–402 (JSTOR:41357678).
- Disintegration of Atomic Nuclei. In: Nature. Band 115, Nummer 2892, 1925, S. 493–494 (doi:10.1038/115493a0).
- Studies of Atomic Nuclei. In: Engineering. Band 119, 1925, S. 437–438.
- Moseley’s work on X-rays. In: Nature. Band 116, Nummer 2913, 1925, S. 316–317 (doi:10.1038/116316a0).
- Scattering of α-Particles by Atomic Nuclei and the Law of Force. In: Philosophical Magazine. 6. Folge, Band 50, Nummer 299, 1925, S. 889–913 (mit J. Chadwick; doi:10.1080/14786442508628535).
- The Natural X-ray Spectrum of Radium B. In: Mathematical Proceedings of the Cambridge Philosophical Society. Band 22, Nummer 6, 1925, S. 834–837 (mit W. A. Wooster; doi:10.1017/S0305004100014444).
- The Electrical Structure of Matter. In: Annual Report of The Board of Regents Of the Smithsonian Institution for the Year ending June 30, 1924. U. S. Government Printing Office, Washington 1925, S. 161–185 (online).

1926
- The rare Gases of the Atmosphere. In: Engineering. Band 121, 1926, S. 353–354, S. 388–390, S. 438, S. 458–459.
- Discussion on the Electrical State of the Upper Atmosphere. In: Proceedings of the Royal Society of London. Series A. Band 111, Nummer 757, 1926 S. 1–3 (doi:10.1098/rspa.1926.0045).
- Electric Waves and their Propagation. In: Nature. Band 118, Nummer 2979, 1926, S. 809–811 (doi:10.1038/118809a0).

1927
- Address of the President, Sir Ernest Rutherford, at the Anniversary Meeting, November 30, 1926. In: Proceedings of the Royal Society of London. Series A. Band 113, Nummer 765, 1927, S. 481–495 (doi:10.1098/rspa.1927.0002).
- α Rays and Atomic Structure. In: Engineering. Band 123, 1927, S. 375–376, S. 409–410, S. 460–461, S. 492–493.
- Atomic Nuclei and their Transformation. The Twelfth Guthrie Lecture. Deliverd February, 25, 1927. In: Proceedings of the Physical Society of London. Band 39, 1927, S. 359–372 (doi:10.1088/0959-5309/39/1/332).
- Structure of the Radioactive Atom and the Origin of the α-Rays. In: Philosophical Magazine. 7. Folge, Band 4, Nummer 22, 1927, S. 580–605 (doi:10.1080/14786440908564361).
- The Scattering of α-Particles by Helium. In: Philosophical Magazine. 7. Folge, Band 4, Nummer 22, 1927, S. 605–620 (mit J. Chadwick; doi:10.1080/14786440908564362).
- Study and Research in Physics. In: Nature. Band 120, Nummer 3027, 1927, S. 657–659 (doi:10.1038/120657a0).
- Scientific Aspects of Intense Magnetic Fields and High Voltages. In: Nature. Band 120, Nummer 3031, 1927 S. 809–811 (doi:10.1038/120809a0).

1928
- Address of the President, Sir Ernest Rutherford, O.M., at the Anniversary Meeting, November 30, 1927. In: Proceedings of the Royal Society of London. Series A. Band 117, Nummer 777, 1928, S. 300–316 (doi:10.1098/rspa.1928.0001).
- Prof. Bertram B. Boltwood. In: Nature. Band 121, Nummer 3037, 1928, S. 64–65 (doi:10.1038/121064a0).
- Transformation of Matter. In: Engineering. Band 125, 1928, S. 315–316, S. 360, S. 387.
- Production and Properties of High-frequency Radiation. In: Nature. Band 122, Nummer 3084, 1928, S. 883–886 (doi:10.1038/122883a0).

1929
- Address of the President, Sir Ernest Rutherford, O.M., at the Anniversary Meeting, November 30, 1928. In: Proceedings of the Royal Society of London. Series A. Band 122, Nummer 789, 1929, S. 1–23 (doi:10.1098/rspa.1929.0001).
- Origin of Actinium and the Age of the Earth. In: Nature. Band 123, Nummer 3096, 1929, S. 313–314 (doi:10.1038/123313b0).
- Molecular Motions in rarefied Gases. In: Engineering. Band 127, 1929, S. 319–321, S. 347–348, S. 381, S. 449–450.
- Energy Relations in Artificial Disintegration. In: Mathematical Proceedings of the Cambridge Philosophical Society. Band 25, Nummer 2, 1929, S. 186–192 (mit J. Chadwick; doi:10.1017/S0305004100018703).
- Penetrating Radiations. In: Engineer. Band 147, S. 413.
- Discussion on the Structure of Atomic Nuclei. In: Proceedings of the Royal Society of London. Series A. Band 123, Nummer 792, 1929, S. 373–382 (doi:10.1098/rspa.1929.0074).
- Recent Reactions between Theory and Experiment. The Raman Effect: The Constitution of Hydrogen Gas. In: Nature. Band 124, Nummer 3136, 1929, S. 878–880 (doi:10.1038/124878a0).

1930
- Address of the President, Sir Ernest Rutherford, O.M., at the Anniversary Meeting, November 30, 1929. In: Proceedings of the Royal Society of London. Series A. Band 126, Nummer 801, 1930, S. 184–203 (doi:10.1098/rspa.1929.0001).
- Atomic Nuclei and their Structure. In: Engineering. Band 129, 1930, S. 371–372, S. 397–398, S. 437–438, S. 470–471.
- A New Method of Analysis of Groups of Alpha-Rays. (1) The Alpha-Rays from Radium C, Thorium C and Actinium. In: Philosophical Transactions of the Royal Society of London. Series A. Band 129, 1930, S. 211–234 (mit C. E. Wynn-Williams; doi:10.1098/rspa.1930.0152).
- Intense Magnetic Fields and Low Temperature Research. In: Nature. Band 126, Nummer 3188, 1930, S. 884–885 (doi:10.1038/126884a0).

1931
- Address of the President, Sir Ernest Rutherford, O.M., at the Anniversary Meeting, December 1, 1930. In: Proceedings of the Royal Society of London. Series A. Band 130, Nummer 813, 1931, S. 239–259 (doi:10.1098/rspa.1931.0001).
- Analysis of the Long Range α-Particles from Radium C. In: Philosophical Transactions of the Royal Society of London. Series A. Band 131, 1931, S. 684–703 (mit F. Ward und W. B. Lewis; doi:10.1098/rspa.1931.0082).
- Helium and its Properties. (Abstract). In: Nature. Band 128, Nummer 3221, 1931S. 137–138 (doi:10.1038/128137a0).
- Discussion on Ultra-Penetrating Rays. In: Proceedings of the Royal Society of London. Series A. Band 132, Nummer 819, 1931, S. 337–340 (doi:10.1098/rspa.1931.0104).
- The Origin of the γ-Rays. In: Philosophical Transactions of the Royal Society of London. Series A. Band 132, 1931, S. 667–668 (mit C. D. Ellis; doi:10.1098/rspa.1931.0125).
- α-Teilchen grosser Reichweite und die Entstehung der γ-Strahlen. In: Nachrichten von der Gesellschaft der Wissenschaften zu Göttingen aus dem Jahre 1931: Mathematisch-Physikalische Klasse. Weidmann, Berlin 1931, S. 248–251 (online).
- Analysis of the α-Particles Emitted from Thorium C and Actinium C. In: Philosophical Transactions of the Royal Society of London. Series A. Band 133, 1931, S. 351–366 (mit C. E. Wynn-Williams und W. B. Lewis; doi:10.1098/rspa.1931.0155).

1932
- Origin of the Gamma Rays. In: Nature. Bamd 129, Nummer 3256, 1932, S. 457–458 (doi:10.1038/129457a0).
- Discussion on the Structure of Atomic Nuclei. Opening Address. In: Proceedings of the Royal Society of London. Series A. Band 136, Nummer 830, 1932, S. 735–744 (doi:10.1098/rspa.1932.0115).
- Atomic Projectiles (Abstract) In: Nature. Band 130, Nummer 3289, 1932, S. 730–731 (doi:10.1038/130730d0).
- The γ-Rays from Actinium Emanation and their Origin. In: Philosophical Transactions of the Royal Society of London. Series A. Band 134, 1932, S. 407–412 (mit B. V. Bowden; doi:10.1098/rspa.1932.0090).

1933
- Recent Researches on the Transmutation of the Elements. (Abstract). In: Nature. Band 131, Nummer 3307, 1933, S. 388–389 (doi:10.1038/131388a0).
- Analysis of α Rays by an Annular Magnetic Field. In: Philosophical Transactions of the Royal Society of London. Series A. Band 139, 1933, S. 617–637 (mit C. E. Wynn-Williams, W. B. Lewis und B. V. Bowden; doi:10.1098/rspa.1933.0043).
- The Transmutation of the Elements. In: Discovery. The Popular Journal of Knowledge. Band 14, 1933, S. 105–108.
- Experiments on the Transmutation of Elements by Protons. In: Philosophical Transactions of the Royal Society of London. Series A. Band 141, 1933, S. 259–281 (mit M. L. E. Oliphant; doi:10.1098/rspa.1933.0117).
- Atomic Transmutation. In: The Times. 12. September 1933.
- Makers of science. (Book review: Great Men of Science: a History of Scientific Progress). In: Nature. Band 132, Nummer 3332, 1933, S. 367–369 (doi:10.1038/132367a0).
- The Transmutation of Lithium by Protons and by Ions of Heavy Isotope of Hydrogen. In: Philosophical Transactions of the Royal Society of London. Series A. Band 141, 1933, S. 722–733 (mit M. L. E. Oliphant und B. B. Kinsey; doi:10.1098/rspa.1933.0150).
- A Review of a Quarter of a Century's Work on Atomic Transmutation. In: British Association for the Advancement of Science. Report of the Annual Meeting, 1933 (103rd Year) Leicester September 6–13. London 1933, S. 431–432 (online).
- Analysis of the Long Range α-Particles from Radium C’ by the Magnetic Focussing Method. In: Philosophical Transactions of the Royal Society of London. Series A. Band 142, 1933, S. 347–361 (mit W. B. Lewis und B. V. Bowden; doi:10.1098/rspa.1933.0173).

1934
- The Transmutation of the Atom. In: Scientific Monthly. Band 38, 1934, S. 15–23.
- Bombardment of the Heavy Isotope of Hydrogen by Alpha Particles. In: Philosophical Transactions of the Royal Society of London. Series A. Band 143, 1934, S. 724–730 (mit A. E. Kempton; doi:10.1098/rspa.1934.0030).
- Transmutation Effects observed with Heavy Hydrogen. In: Nature. Band 133, Nummer 3359, 1934, S. 413 (mit M. Oliphant und P. Harteck; doi:10.1038/133413a0).
- The new Hydrogen. In Nature. Band 133, Nummer 3361, 1934 S. 481–484 (doi:10.1038/133488c0).
- Discussion on Heavy Hydrogen: Opening Address. In: Proceedings of the Royal Society of London. Series A. Band 144, Nummer 851, 1934, S. 1–5 (doi:10.1098/rspa.1934.0032 ).
- Transmutation Effects observed with Heavy Hydrogen. In: Philosophical Transactions of the Royal Society of London. Series A. Band 144, 1934, S. 692–703 (mit M. L. E. Oliphant und P. Harteck; doi:10.1098/rspa.1934.0077).
- The new Hydrogen. In: Scientia. Band 55, 1934, S. 341–349 (online).
- The Periodic Law and its Interpretation. In: Journal of the Chemical Society. 1934, S. 635–642 (doi:10.1039/JR9340000635).
- Mme. Curie. In: Nature. Band 134, Nummer 3377, 1934, S. 90–91 (doi:10.1038/134090a0).
- Report of the Academic Assistance Council. In: The Times. 16. November 1934
- Opening Survey on Disintegration and Synthesis of Nuclei and Elementary Particles. International Conference on Physics, London. Band 1: Nuclear Physics, 1934, S. 4–16, S. 162.

1935
- Radioactivity: Old and New. In: Nature. Band 135, Nummer 3408, 1935, S. 289–292 (doi:10.1038/135289a0).
- The accurate Determination of the Energy released in certain Nuclear Transformations. In: Philosophical Transactions of the Royal Society of London. Series A. Band 149, 1935, S. 406–416 (mit M. L. E. Oliphant und A. E. Kempton; doi:10.1098/rspa.1935.0071).
- Electromagnetic Radiations. In: Engineering. Bamd 139, 1935, S. 314–316, S. 341–342, S. 357–358, S. 434–436.
- Marie Curie. In: The Slavonic and East European Review. Band 13, Nummer 39, 1935, S. 673–676 (JSTOR:4203041).
- Atomic Physics. In: Nature. Band 135, Nummer 3418, 1935, S. 683–685 (doi:10.1038/135683a0).
- Some Nuclear Transformations of Beryllium and Boron and the Masses of Light Elements. In: Philosophical Transactions of the Royal Society of London. Series A. Band 150, 1935, S. 241–258 (mit M. L. E. Oliphant und A. E. Kempton; doi:10.1098/rspa.1935.0099).

1936
- The Transformation of Energy. In: Nature. Band 137, Nummer 3456, 1936, S. 135–137 (doi:10.1038/137135a0).
- Protection of Science and Learning. In: New Statesman and Nation. Band 11, 1936, S. 453.
- Radioactivity and Atomic Theory. In: Journal of the Chemical Society. 1936, S. 508–516 (doi:10.1039/JR9360000508).
- Society for the Protection of Science and Learning. In: Science. Band 83, 1936, S. 372.
- Science in Development. In: Nature. Band 138, Nummer 3499, 1936, S. 865–869 (doi:10.1038/138865a0).
- A Society for the Protection of Science and Learning. In: British Medical Journal. Band 1,  1936, S. 607, PMC 2458296 (freier Volltext).

1937
- Transmutation of the Heavy Elements. (Abstract). In: Nature. Band 139, Nummer 3517, 1937, S. 540 (doi:10.1038/139540a0).
- The Search for the Isotopes of Hydrogen and Helium of Mass 3. In: Nature. Band 140, 1937, S. 303–305 (doi:10.1038/140303a0).
- The Transmutation of the Heavy Elements. In: Proceedings of the Royal Institution of Great Britain. Band 29, Nummer 4, 1937, S. 630–635.

1938
- Jubilee Meeting of the Indian Science Congress. In: Nature. Band 141, Nummer 3557, 1938, S. 1–2 (doi:10.1038/141001a0).
- Transmutation of Matter. In: Nature. Band 141, Nummer 3558, 1938, S. 58–61 (doi:10.1038/141058a0).